# Hans Strøm
För den färöiska politikern, se Hans Pauli Strøm.
Uppslagsordet Hans Ström omdirigerar hit. För brukspatronen och köpmannen i Göteborg, se Hans Olofsson Ström.
Hans Strøm, född 25 januari 1726 i Borgund, Sunnmøre, död 1 februari 1797 i Eiker vid Drammen, var en norsk naturforskare och präst. Han var tvillingbror till Ole Strøm. 
Ström var präst i sin födelsebygd 1750–64, i Volda 1764-78, senare i Eiker. Han blev 1779 titulärprofessor i teologi och 1790 teologie doktor. Han utgav de i norsk topografisk litteratur klassiska verken Physisk og oeconomisk Beskrivelse over Søndmørs Fogderie (två band, Sorø 1762–69, dåligt omtryck 1906–08) och Physisk og oeconomisk Beskrivelse over Eger (1784). Dessutom författade han många, i det norska och danska vetenskapliga sällskaps skrifter intagna avhandlingar och utgav 1775–76 ett slags tidskrift, "Tilskueren paa Landet", ett av de första försöken att sprida folkupplysning och skapa folklig lektyr i Norge. Även hans 1792 utgivna predikosamling är den första i sitt slag i Norge. Sin boksamling testamenterade han till "Deichmanske bibliotek" i Kristiania. Han invaldes som ledamot av Vetenskapsakademien i Stockholm 1779.
Auktorsnamnet Strøm kan användas för Hans Strøm i samband med ett vetenskapligt namn inom botaniken; se Wikipediaartiklar som länkar till auktorsnamnet.